# Sara Sorribes Tormo
Sara Sorribes Tormo (n. 8 octombrie 1996, La Vall d'Uixó⁠(d), Comunitatea Valenciană, Spania) este o jucătoare de tenis profesionistă din Spania. Cea mai înaltă poziție în clasamentul WTA la simplu este locul 32 mondial, în februarie 2022, iar la dublu locul 17 mondial, în mai 2024.
Sorribes Tormo a câștigat un titlu la simplu și trei titluri la dublu pe Circuitul WTA, precum și un titlu la dublu pe WTA Challenger Tour. Pe Circuitul ITF, ea a câștigat zece titluri la simplu și cinci la dublu. A câștigat primul titlu WTA la Abierto Zapopan 2021 din Guadalajara.